# Maria do Céu Ribeiro
Maria do Céu Ribeiro (n. 1970) é uma atriz portuguesa.

## Biografia
Actualmente reside no Porto onde dá aulas de voz na Academia Contemporânea do Espectáculo. Fundou e trabalha como atriz na companhia de teatro portuense As Boas Raparigas.

## Prémios
- Melhor atriz - Prémio SPA (Sociedade Portuguesa De Autores) (2012) - pelo seu desempenho na peça "Devagar"[2].